# Jean-Joseph Cassanéa de Mondonville

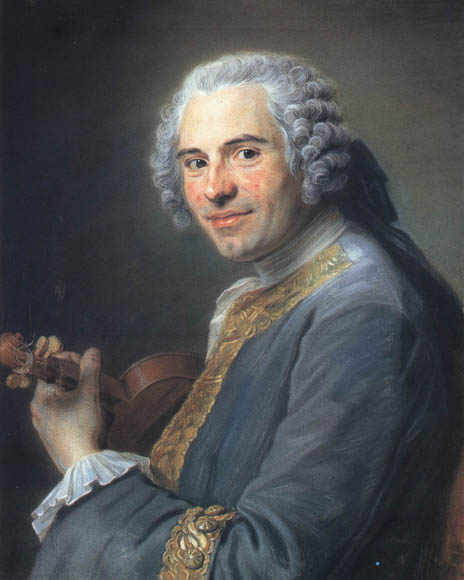
Jean-Joseph Cassanéa de Mondonville (pastel van Maurice-Quentin de La Tour

Jean-Joseph Cassanéa de Mondonville (Narbonne, gedoopt 25 november 1711 – Belleville (inmiddels geannexeerd door Parijs), 8 oktober 1772) was een Frans componist en violist. Zijn eerste muzieklessen ontving hij van zijn vader, die als musicus verbonden was aan de kathedraal van Narbonne.

## Leven

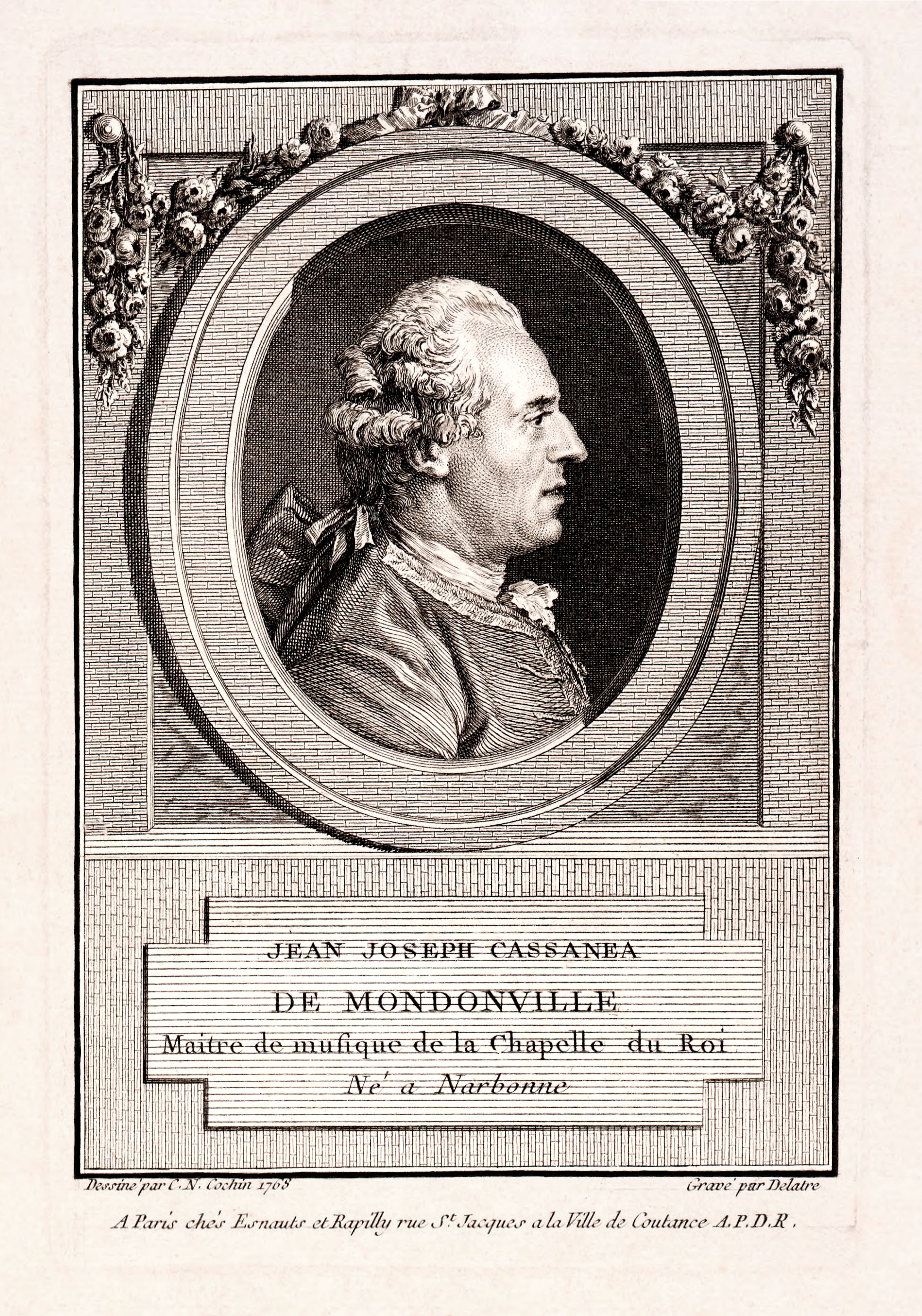
Jean-Joseph Cassanéa de Mondonville

Omstreeks 1731 vestigde De Mondonville zich te Parijs; hij publiceerde er in 1733 sonates voor viool en maakte er het daaropvolgende jaar een sensationeel debuut tijdens de Concert spirituels als violist. Rond 1738 werd hij eerste violist bij de Concert de Rijsel, maar hij bleef optreden in Parijs. Op 1 april 1739 werd hij benoemd tot violon de la Chambre et de la Chapelle du roi. Voor de Chapelle royale schreef De Mondonville Grand motets en men zag in hem de opvolger van Michel-Richard Delalande: sterke, expressieve en beschrijvende muziek. In juli 1740 - de uitvoering van Lauda Jerusalem op 2 april 1740 was de reden geweest van zijn onmiddellijke benoeming - werd hij tot opvolger benoemd van André Campra in de Chapelle, maar pas in 1744, na de dood van Gervais, kreeg hij de officiële titel van sous-maître. 
In 1744 en 1745 trad hij met groot succes samen met de violist Guignon en de fluitist Michel Blavet op met kamermuziek. Met deze musici trad hij ook op in de Théâtre des Petits Cabinets van Madame de Pompadour. Daar zou ook in 1747 Érigone van hem worden uitgevoerd, met De Pompadour in de belangrijkste rol. 
In 1748 nam hij samen met Pancrace Royer de leiding op zich van de Concert spirituel, waar zijn motetten steeds op een warm onthaal konden rekenen (op 17 maart 1750 was er de première van Coeli enarrant, dat vaak opnieuw uitgevoerd zou worden). Op 9 januari 1753 ging De Mondonville's opera Titon et l'Aurore in première; het werk werd afwisselend met La Serva padrona van Pergolesi uitgevoerd: het was de basis voor de Querelle des Bouffons, de ruzie tussen de aanhangers van de traditionele Franse opera en de aanhangers van de Italiaanse 'nieuwlichters'. Titon had een groot succes. Ook zijn andere opera's, of eigenlijk pastorales héroïques (de handeling geplaatst in een pastorale sfeer, zoals in Titon) of ballets héroïques (de handeling verweven met een ballet, zoals in Les Fêtes de Paphos) kenden grote successen. De Mondonville schreef tevens een opera in het Occitaans, Daphnis et Alcimadure.
Na de dood van Royer werd De Mondonville directeur van de Concerts spirituels; onder zijn invloed werden de Grand motets voor groot koor vervangen door de kleiner bezette Petit motets. In 1758 trad De Mondonville terug als sous-maître van de Chapelle royale omdat het hem verboden werd zijn motetten te publiceren. De 14e maart van datzelfde jaar ging zijn oratorium Les Israëlites à la montagne d'Oreb in première, het eerst werk in dat genre in de Franse taal (muziek is verloren gegaan).
In 1762 nam hij ontslag als directeur van de Concerts spirituels. Antoine Dauvergne, de nieuwe directeur van de Concert spirituel, sloot met De Mondonville een contract af voor de uitvoering van zijn motetten, omdat het publiek ernaar bleef vragen. In totaal zijn er 15 Grand motets van De Mondonville bekend, waarvan Venite, exultemus het bekendst is. Tot aan de Franse Revolutie werden De Mondonville's motetten, naast die van Delalande, uitgevoerd.
Het oeuvre van De Mondonville is weliswaar niet uitzonderlijk groot, maar de waardering ervoor is altijd erg groot geweest: zijn motetten bleven bewondering oproepen en zijn opera's bleven populair, zelfs op het hoogtepunt van de Querelle des Bouffons. In zijn instrumentale muziek is hij er in zijn Pièces de clavecin en sonates in geslaagd een evenwicht te brengen tussen het klavecimbel en de viool dat tot dan niet eerder was bereikt: het klavecimbel niet uitsluitend begeleidend als continuo instrument. Ook zijn Pièces de clavecin avec voix ou violon zijn opmerkelijk door de prominente plaats van het klavecimbel met een begeleiding van een viool of stem.
De Mondonville, die behalve een succesvol musicus ook een aimabel man moet zijn geweest, was gehuwd met Anne Jeanne Boucon, een leerlinge van Jean-Philippe Rameau.

## Composities

### Opera en operaballet
- (1742): Isbé;
- (1749): Le Carnaval du Parnasse;
- (1753): Titon et L'Aurore;
- (1754): Daphnis et Alcimaduro;
- (1758): Les Fêtes de Paphos;
- (1762): Thésée , Psyché;
- Érigone;
- Venus et Adonis;
- Les Projets de l'amour;

### Oratoria
- (1758): Les Israélites au Mont Oreb;
- Les Titans;

### Overig
- allerlei kamermuziek waaronder Les Sons harmoniques voor viool en basso continuo.

## Geselecteerde discografie
- Isbé. Pastorale héroique, solisten, Purcell Choir, Orfeo Orchestra o.l.v. György Vashegyi (Glossa, 3 CDs, GCD 924001)
- Titon et l'Aurore. Pastorale héroïque, Ensemble vocal Françoise Herr en Les Musiciens du Louvre o.l.v. Marc Minkowski (Erato Musifrance, 2CDs, 2292-45715-2)
- Les Fêtes de Paphos. Ballet héroïque, Choeur de Chambre Accentus en Les Talens Lyriques o.l.v. Christophe Rousset (Decce Éditions de l'Oiseau-Lyre, 3CDs, 455 084-2
- Grands motets (Coeli enarrant, Venite, exultemus en Jubilate Deo), Chantre de la Chapelle en het Ensemble baroque de Limoges o.l.v. Christophe Coin (Astrée Auvidis, E 8614)
- Grands motets (Dominus Regnavit, In exitu Israel en De Profundis), Les Arts Florissants o.l.v. William Christie (Erato 0630-17791-2)
- Pièces de clavecin en sonates avec accompagnement de violon, oeuvre 3, Florence Malgoire, viool en Christophe Rousset, klavecimbel (Disques Pierre Vérany, PV.790093)
- Pièces de clavecin avec voix ou violon, op. 5, Judith Nelson, sopraan, Stanley Ritchie, viool en William Christie, klavecimbel (Harmonia mundi, HMA 1901045)
- Six sonates en symphonie, opus 3, Les Musiciens du Louvre o.l.v. Marc Minkowski (Archiv Procuktion 'Blue' 474 550-2)